# Mimosa rigidicaulis
Mimosa rigidicaulis är en ärtväxtart som beskrevs av Arturo Erhardo Erardo Burkart. Mimosa rigidicaulis ingår i släktet mimosor, och familjen ärtväxter.

## Underarter
Arten delas in i följande underarter:
- M. r. ciliata
- M. r. rigidicaulis